# Alis Vidūnas
Alis Vidūnas (* 8. November 1934 im Dorf Reketija, Distrikt Marijampolė; † 19. Februar 2009) ist ein litauischer Politiker und Manager.

## Leben
Von 1952 bis 1958 studierte Alis Vidūnas am Polytechnischen Institut Kaunas an der Fakultät für Hydrotechnik und schloss mit dem Ingenieursdiplom ab. Von 1958 bis 1962 arbeitete er als Brigadeleiter beim Autobahnbau in Vievis und danach bis 1995 in der Bauverwaltung Vilnius.
Vom 10. April 1995 bis zum 21. Januar 1997 war Alis Vidūnas Bürgermeister von Vilnius, vom 15. Januar 1997 bis 15. November 2000 Leiter des Distrikts Vilnius.
Ab 2001 war er stellvertretender Direktor der Straßenbaufirma „Greitkelis“.